# Deep Forest (album của Do As Infinity)
DEEP FOREST là album nguyên bản thứ ba của ban nhạc Nhật Bản Do As Infinity được phát hành năm 2001, cùng năm với album thứ 2- NEW WORLD. Album được sản xuất bởi Nagao Dai và Kameda Seiji. Album xếp thứ nhất trên bảng xếp hạng Oricon và tiêu thụ hết 609.290 bản, đồng thời cũng là album nguyên bản bán chạy nhất của band.

## Danh sách trong album
1. "Fukai Mori" (深い森 Rừng sâu?) - 4:05
2. "Tōku Made" (遠くまで Xa xôi?) - 4:16
3. "Tadaima" (タダイマ Tôi ở nhà?) - 4:29
4. "Get Yourself"
5. "Tsubasa no Keikaku" (翼の計画 Kế hoạch cho những chuyến bay?) - 4:07
6. "Kōzō Kaikaku" (構造改革 Nền tảng mới?) - 3:34
7. "Koi Otome" (恋妃 Tình yêu của một cô gái?) - 4:17
8. "Week!" - 4:16
9. "Hang Out" (Đi chơi) - 4:03
10. "Boukensha Tachi" (冒険者たち Những cuộc phiêu lưu?) 4:04
11. "Enrai" (遠雷?) - 3:43
12. "Signal" (シグナル Shigunaru?) (Phiên bản trong album) Bonus Track on First Pressing - 3:58

## Thứ hạng trên bảng xếp hạng Oricon
| Xếp hạng(2001)  | Thứ hạng | Thời gian trụ hạng |
| --------------- | -------- | ------------------ |
| Oricon Nhật Bản | 1        | 16 tuần            |